# Ефект Рінгельмана
Ефект Рінгельмана — груповий ефект, зменшення середнього індивідуального внеску в групову роботу зі збільшенням кількості членів групи. Описаний Максом Рінгельманом у 1913 р.

## Психологічна характеристика
Зі збільшенням кількості членів групи відбувається зменшення середнього індивідуального внеску в групову роботу. Цей ефект відкрив Макс Рінгельман. Він визначив, що продуктивність групи не перевищує половини суми продуктивності її членів. Дослідження Рінгельмана продемонструвало, що члени групи фактично менш мотивовані і докладають менше зусиль при виконанні спільних дій, ніж при виконанні індивідуальних. Дослідник порівнював, наприклад, підняття ваги разом із групою та окремими людьми. Виявилось, що якщо продуктивність окремої людини прийняти за 100 %, то двоє разом піднімуть вагу, яка становить лише 93 % сумарної ваги від тієї, що разом можуть підняти люди, які працюють окремо. Коефіцієнт корисної дії групи з трьох осіб буде 85 %, група з восьми осіб буде продуктивною на 49 % щодо очікуваної продуктивності всіх членів групи.
Формула Рінгельмана для визначення середнього індивідуального внеску учасників у групах різної величини:
С= 100-7 х (К-1),

де С — середній індивідуальний внесок учасників, К — кількість членів групи.
Результати експериментів були підтверджені подальшими дослідженнями в другій половині XX століття. Ефект «соціальної ліні» докладно досліджували Б. Латайне, К. Вільям, Ст. Харкінс, Дж. Суїні і ін. Так, наприклад, Дж. Суїні виявив, що випробовувані крутили педалі велотренажера більш інтенсивно, якщо думали, що важливі їх індивідуальні результати, а не результати всієї групи. Ст. Харкінс описав результати експерименту, в якому його учасники виробляли в три рази менше шуму, якщо вірили, що з ними кричать і плескають п'ятеро інших людей (очі і вуха учасників експерименту були зав'язані), ніж у самоті. Б. Латайне в 1979 році описав феномен не втручання свідка. Провівши серію різноманітних експериментів, він довів, що саме число свідків трагічної події перешкоджає наданню допомоги з боку будь-кого. Жертва нещасного випадку з меншою ймовірністю дочекається допомоги, якщо за її стражданнями спостерігає велике число людей. Виявлена наступна закономірність: ймовірність отримання допомоги вище, якщо людина знаходиться в малій групі, і набагато нижче, якщо вона знаходиться в оточенні великої кількості людей.
Шляхи подолання ефекту Рінгельмана:
Не можна однозначно стверджувати, що існує рішення, що дозволяє подолати дію ефекту Рінгельмана при функціонуванні групи. Однак сьогодні пропонується безліч рекомендацій щодо поліпшення групової динаміки в боротьбі із соціальною лінню.
1. Знайдіть свій ідеальний розмір команди
Дієвим правилом, яким керуються багато організаторів груп, є правило «2 піц». Команда не повинна бути більшою за ту, яку можна нагодувати двома піцами. Тобто група може складатися з 5-9 осіб (в залежності від апетитів, звичайно). Перевищення кількості в 9 осіб свідчить про занадто великий розмірі групи.
2. Контролюйте чисельність групи. 
В процесі виконання завдань розмір групи може змінюватися. Якщо не контролювати дані зміни, то група може збільшитися до небажаних, а отже, менш продуктивних розмірів.
3. Давайте членам групи відчувати свою значимість, ідентифікуючи їх внесок у загальну справу. 
Коли люди відчувають, що до їхніх ідей і пропозицій прислухаються, то вони готові докласти більше зусиль для досягнення спільної мети. При цьому слід чітко ідентифікувати внесок того чи іншого учасника у виконання завдання (наприклад, через постановку оцінок). Якщо члени команди відчувають важливість власної ролі, свою незамінність, то вони будуть менш схильні до соціальної ліні і будуть менше покладатися на те, що колеги їх підстрахують.
4. Поставте перед групою чіткі цілі.
Якщо члени групи ясно бачать однозначну мета функціонування групи, то вони точно будуть працювати ефективніше тих, хто давно втратив її з поля зору.
5. Підтримуйте мотивацію групи.
Мотивація важлива в групі будь-якого розміру. А якщо група ще й досить велика, то її наявність стає критичним.
Чинники соціальної ліні:
- наявність індивідуальної відповідальності за результати своєї праці: чим вище рівень відповідальності, тим нижче соціальна лінь;
- групова згуртованість та дружні стосунки: люди в групах менше байдикують, якщо вони друзі, а не чужі один одному люди;
- чисельність групи: чим більше чисельність групи, тим більшою є соціальна лінь;
- крос-культури і відмінності: члени колективістичних культур менше схильні до проявів соціальної ліні, ніж члени індивідуалістичних культур;
- статеві відмінності: жінки меншою мірою проявляють соціальну лінь.